# Apristurus albisoma
Apristurus albisoma är en hajart som beskrevs av Nakaya och Bernard Séret 1999. Apristurus albisoma ingår i släktet Apristurus och familjen rödhajar. Inga underarter finns listade i Catalogue of Life.
Arten förekommer i havet vid Nya Kaledonien. Den vistas i områden som ligger 935 till 1500 meter under havsytan. Exemplaren blir vid en längd av 40 till 50 cm könsmogna. De når en maximal längd av 60 cm.
Några exemplar hamnar som bifångst i fiskenät. IUCN listar arten som livskraftig (LC).